# Strada statale 137 Orientale Zaratina
La strada statale 137 Orientale Zaratina (SS 137), ora parte ricadente nel centro urbano di Zara, parte della Ž6262 tra Zara e Santa Maria della Rovere (Babindub) e parte della D422 tra Santa Maria della Rovere (Babindub) e l'aeroporto di Zara in Croazia, era una strada statale italiana situata nella provincia di Zara, all'epoca facente parte del Regno d'Italia.

## Percorso

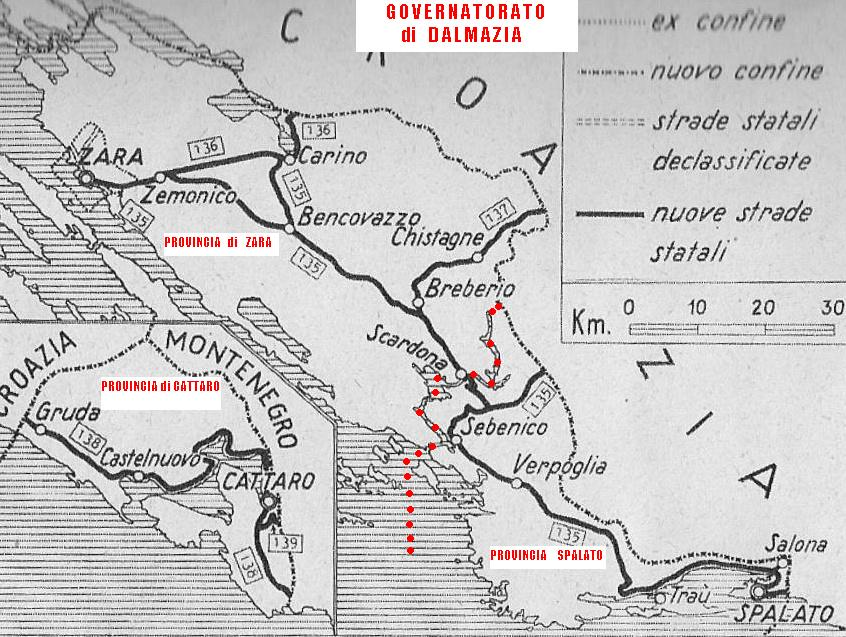
Rete stradale statale nel Governatorato della Dalmazia.

Il primo tratto, tra il porto di Zara ed il bivio San Giovanni, era in comune con la strada statale 136 Mediana Zaratina, poi la strada procedeva in direzione del confine jugoslavo verso Zemonico, attraversando la località di Santa Maria della Rovere (Babindub) e presentando un tratto finale in comune con la Jugoslavia, nel quale la strada stessa faceva da confine. L'arteria terminava nei pressi di dove sarebbe sorto anni dopo l'aeroporto di Zara.

## Storia
Inserita nel nucleo iniziale delle strade statali nel 1928, fu affidata alle cure dell'A.A.S.S. fino al 1942.
A seguito dell'annessione italiana di territori jugoslavi avvenuta a partire dal 1941, si rese necessaria un'opera di riorganizzazione del sistema stradale. Pertanto nel 1942 la strada entrò a far parte della nuova strada statale 135 della Dalmazia, della quale rappresentò il tratto iniziale.
Con l'armistizio di Cassibile, lo Stato indipendente di Croazia occupò i territori dalmati, ma la zona attorno Zara dove la strada si sviluppava rimase sotto la sovranità dell'Italia fino all'invasione del novembre 1944 da parte delle truppe jugoslave.
Formalmente solo a seguito del trattato di Parigi nel 1947 l'intera area di Zara è passata sotto giurisdizione jugoslava e dal 1992 appartiene alla Croazia.